# فوکر دی.۱
فوکر دی.۱ (به انگلیسی: Fokker D.I) یک هواپیمای ساختِ فوکر است .